# Серые
Про инопланетян см. Греи (уфология)
«Серые», «Серые пантеры» (нем. Die Grauen – Graue Panther) — небольшая политическая партия в ФРГ и Германии, существовавшая в 1989—2008 годах. Официально прекратила существование 29 марта 2008 года. 

Партия защищала интересы людей старшего поколения, также в её область интересов входили экологические проблемы. Основателем и многолетним лидером партии была Гертруде Унру, представлявшая ранее в Бундестаге Партию зелёных.
Наибольшую поддержку избирателей партия получила в 2006 году, набрав на выборах в Берлине 3,8 % голосов.